# إيزونا
إيزونا  هي بلدية في اليابان، وبلدة في اليابان، تقع في ناغانو، ومقاطعة كاميمينوشي، بلغ عدد سكانها 10,576  نسمة وذلك حسب إحصائيات سنة 2018، تبلغ مساحتها 75.00 كيلومتر مربع.